# Arsienjewo
Arsienjewo – osiedle typu miejskiego w Rosji, w obwodzie tulskim. W 2010 roku liczyło 4803 mieszkańców.